# L'Univers de Jacques Demy
L'Univers de Jacques Demy o en español, El Universo de Jacques Demy es una película documental francesa dirigida por Agnès Varda, estrenada en 1995 como un homenaje al cineasta Jacques Demy.

## Sinopsis
Una película documental rodada y dirigida por Agnès Varda como homenaje a Jacques Demy, el director que compartió experiencias profesionales y personales con Varda. Varda y Demy estuvieron casados. Una revisión de la obra de Demy como director, cineasta que compartió una visión personal desde las movilizaciones de Mayo del 1968 en Francia que ambos compartieron.
Varda recoge la visión que tienen otros de Demy como cineasta, aporta material que ambos compartieron y lo expone a la visión de los demás, los "actores" de esta película documental, y los espectadores. Una exposición de dos exponentes del cine francés de la Nouvelle vague.
El universo de Jacques Demy es una película de culto que se exhibe en centros especializados, centros de arte y festivales como el Festival de cine San Sebastián. Además es una sección específica en la Cinemateca Francesa.

## Ficha técnica
- Fotografía: Stéphane Krausz y Georges Strouvé
- Montaje: Marie-Jo Audiard
- Música: Michel Legrand y Michel Colombier
- Productora: Ciné-Tamaris
- Lenguaje: francés